# Disney Infinity
Disney Infinity is een action-adventurespel ontwikkeld door Avalanche Software. Het spel werd op 18 augustus 2013 uitgebracht in de Verenigde Staten door Disney Interactive Studios en LucasArts. Op 23 augustus 2013 kwam het spel uit in Europa, een versie voor iOS verscheen op 18 september 2013.
Het spel is te spelen op meerdere spelcomputers als Wii, Wii U, Xbox One, PlayStation 3 & PlayStation 4.

## Format

### Verzamelfiguren
Het spel is vergelijkbaar met de Skylanders-serie van Activision, want bij beide spellen worden namelijk verzamelfiguren gebruikt. De verzamelfiguren zijn in losse verpakkingen of in combinatie met een playset te koop. Zodra je een verzamelfiguur heb gekocht kan je deze op een speciaal plateau zetten die gesynchroniseerd staat met de spelcomputer, hierna verschijnt het verzamelfiguur online op je beeldscherm en kan je er verschillende avonturen en spellen mee beleven.

### Toybox
In het spel heb je de Toybox, dit is een ruimte waar je alle verschillende personages kan gebruiken en met meerdere spelers in kan spelen. Je kan hier je eigen wereld creëren en verschillende spellen bouwen. Door verder in het spel te komen verdien je meer punten waar je dan nieuwe spullen online mee kan kopen zodat je je wereld leuker kan maken.

### Playsets
Naast de Toybox heb je verschillende playsets, dit zijn werelden die in het teken staan van één franchise of film. In deze werelden loopt een verhaallijn die je moet volgen en daarvoor verschillende missies moet behalen om verder in het spel te komen. In de playset zijn alleen de verzamelfiguren te gebruiken die bij die franchise of film behoren. Zo kan je bijvoorbeeld niet met een verzamelfiguur van Toy Story in de playset van Pirates of the Caribbean.

### Vervolgen
Na het succes van het eerste Disney Infinity deel werd er al snel bekend gemaakt dat er een deel 2, Disney Infinity 2.0, zou komen. Ook deze game was weer een succes en het derde deel, Disney Infinity 3.0, werd een jaar later al uitgebracht. Na drie jaar aan Disney Infinity games werd er al gewerkt aan een vierde deel, Disney Infinity 4.0. Verschillende ontwerpen van nieuwe verzamelfiguren werden naar buiten gebracht maar deze zijn echter nooit op de markt gekomen. Want op maart 2016 bracht Disney naar buiten dat ze de productie van de Disney Infinity verzamelfiguren stop zetten en de vervolg die er aan zat te komen te annuleren, dit wegens tegenvallende verkoopcijfers.

## Disney Infinity 1.0
Disney Infinity is de eerste uitgaven van het spel, doordat er later meerdere delen uit werden gebracht is ervoor gekozen om de naam te veranderen naar Disney Infinity 1.0.  In dit spel staan alleen de Disneypersonages centraal.

### Verzamelfiguren
| Film / Franchise               | Personage                           | Originele stem                    | Nederlandse stem                                             |
| ------------------------------ | ----------------------------------- | --------------------------------- | ------------------------------------------------------------ |
| Cars                           | Francesco Bernoulli                 | Roger Craig Smith                 | Ewout Eggink                                                 |
| Cars                           | Holley Shiftwell                    | Emily Mortimer                    | Lieke van Lexmond                                            |
| Cars                           | Lightning McQueen (Bliksem McQueen) | Keith Ferguson                    | Hans Somers                                                  |
| Cars                           | Mater (Takel)                       | Larry the Cable Guy               | Frits Lambrechts                                             |
| Fantasia                       | Tovenaarsleerling Mickey            | Bret Iwan                         | Mark Omvlee                                                  |
| Frozen                         | Anna                                | Kristen Bell                      | Fleur van de Water                                           |
| Frozen                         | Elsa                                | Idina Menzel                      | Marieke de Kruijf                                            |
| The Incredibles                | Dash Parr                           | Raymond Ochoa                     | Xavier Werner                                                |
| The Incredibles                | Bob Parr / Mr. Incredible           | Craig T. Nelson Richard McGonagle | Filip Bolluyt                                                |
| The Incredibles                | Helen Parr / Mrs. Incredible        | Holly Hunter                      | Tanneke Hartzuiker                                           |
| The Incredibles                | Buddy Pine / Syndrome               | Jason Lee                         | Ruurt de Maesschalck Frans van Deursen (Disney Infinity 3.0) |
| The Incredibles                | Violet Parr                         | Sara Vowell                       | Merel Burmeister                                             |
| The Lone Ranger                | John Reid / The Lone Ranger         | Armie Hammer                      | Finn Poncin                                                  |
| The Lone Ranger                | Tonto                               | Jared Butler                      | Leo Richardson                                               |
| Monsters University            | Mike Wazowski                       | Carlos Alazraqui                  | Sander de Heer                                               |
| Monsters University            | Randall Boggs                       | Peter Kelamis                     | Laus Steenbeeke                                              |
| Monsters University            | James P. "Sully" Sullivan           | Joel McCrary                      | Sander de Heer                                               |
| The Nightmare Before Christmas | Jack Skellington                    | Chris Sarandon                    | Huub Dikstaal                                                |
| Phineas and Ferb               | Agent P.                            | Dee Bradley Baker                 | Dee Bradley Baker                                            |
| Phineas and Ferb               | Phineas Flynn                       | Vincent Martella                  | Victor Peeters                                               |
| Pirates of the Caribbean       | Davy Jones                          | Bill Nighy                        | Rob van de Meeberg                                           |
| Pirates of the Caribbean       | Hector Barbossa                     | Brian George                      | Fred Meijer                                                  |
| Pirates of the Caribbean       | Jack Sparrow                        | Jared Butler                      | Pepijn Gunneweg                                              |
| Tangled                        | Rapunzel                            | Mandy Moore                       | Kim-Lian van der Meij                                        |
| Toy Story                      | Buzz Lightyear                      | Mike MacRae                       | Jan Elbertse                                                 |
| Toy Story                      | Jessie                              | Kat Cressida                      | Angelique de Bruijne                                         |
| Toy Story                      | Woody                               | Jim Hanks                         | Huub Dikstaal                                                |
| Wreck-It Ralph                 | Wreck-It Ralph                      | Brian T. Delaney                  | Leo Richardson                                               |
| Wreck-It Ralph                 | Vanellope von Sweetz                | Sarah Silverman                   | Fleur van de Water                                           |

### Niet-speelbare personages
| Film / Franchise         | Personage                    | Originele stem       | Nederlandse stem      |
| ------------------------ | ---------------------------- | -------------------- | --------------------- |
| Algemeen                 | Toy Box Verteller            | Yuri Lowenthal       | Thijs van Aken        |
| Cars                     | Chick Hicks                  | Eric Stitt           | Jim de Groot          |
| Cars                     | Fillmore                     | Lloyd Sherr          | Ad Visser             |
| Cars                     | Finn McMissile               | Martin Jarvis        | Paul Disbergen        |
| Cars                     | Flo                          | Jenifer Lewis        | Peggy Sandaal         |
| Cars                     | Guido                        | Guido Quaroni        | Guido Quaroni         |
| Cars                     | Luigi                        | Michael Shalhoub     | Laus Steenbeeke       |
| Cars                     | Ramone                       | Cheech Marin         | Roué Verveer          |
| Cars                     | The King                     | Richard Petty        | Filip Bolluyt         |
| The Incredibles          | Edna E. Mode                 | Kevin Delaney        | Reinder van der Naalt |
| The Incredibles          | Incredibles Nieuwpresentator | Kiff Vandenheuvel    | Thijs van Aken        |
| The Incredibles          | Mirage                       | Elizabeth Pena       | Anneke Beukman        |
| The Incredibles          | Rick Dicker                  | Bud Luckey           | Rob van de Meeberg    |
| The Lone Ranger          | Butch Cavendish              | William Fichtner     | Frans Limburg         |
| The Lone Ranger          | Machinist                    | Travis Willingham    | Has Drijver           |
| The Lone Ranger          | Red Harrington               | Valerie Arem         | Cynthia de Graaff     |
| The Lone Ranger          | Sheriff                      | Fred Tatasciore      | Fred Meijer           |
| Monsters University      | Art                          | Orion Acaba          | Ewout Eggink          |
| Monsters University      | Don Carlton                  | Joel Murray          | Maarten Wansink       |
| Monsters University      | Inkie                        | Peter Sohn           | Pepijn Gunneweg       |
| Monsters University      | Terri                        | Sean P. Hayes        | Jürgen Theuns         |
| Pirates of the Caribbean | Joshamee Gibbs               | Kevin McNally        | Rob van de Meeberg    |
| Pirates of the Caribbean | Maccus                       | Dermot Keaney        | Sander de Heer        |
| Pirates of the Caribbean | Pintel                       | Lee Arenberg         | Jim de Groot          |
| Pirates of the Caribbean | Ragetti                      | Mackenzie Crook      | Thijs van Aken        |
| Pirates of the Caribbean | Tia Dalma / Calypso          | Julianne Buescher    | Donna Vrijhof         |
| Toy Story                | Aliens                       | Jeff Pidgeon         | Frans Limburg         |
| Toy Story                | Hamm                         | John Ratzenberger    | Peter van Gucht       |
| Toy Story                | Keizer Zurg                  | James Patrick Stuart | Sander de Heer        |
| Toy Story                | Rex                          | Wallace Shawn        | Arjan Ederveen        |
| Toy Story                | Slinky                       | Blake Clark          | Chiem van Houweninge  |

## Disney Infinity 2.0
Na het succes van Disney Infinity 1.0 kwam er al snel een vervolg. Op 18 september 2014 werd het vervolg Disney Infinity 2.0 in het leven geroepen. Naast de Disneypersonages stonden nu de Marvelpersonages centraal.

### Verzamelfiguren
| Film / Franchise        | Personage                                                       | Originele stem           | Nederlandse stem      |
| ----------------------- | --------------------------------------------------------------- | ------------------------ | --------------------- |
| Aladdin                 | Aladdin                                                         | Scott Weinger            | Bart Bosch            |
| Aladdin                 | Jasmine                                                         | Linda Larkin             | Laura Vlasblom        |
| The Avengers            | Natasha Romanoff / Black Widow                                  | Laura Bailey             | Meghna Kumar          |
| The Avengers            | Steve Rogers / Captain America                                  | Roger Craig Smith        | Ruben Lürsen          |
| The Avengers            | Sam Wilson / Falcon                                             | Bumper Robinson          | Ivo Chundro           |
| The Avengers            | Clint Barton / Hawkeye                                          | Troy Baker               | Martin van der Starre |
| The Avengers            | Hulk                                                            | Fred Tatasciore          | Paul Klooté           |
| The Avengers            | Tony Stark / Iron Man                                           | Adrian Pasdar            | Jim de Groot          |
| The Avengers            | Loki                                                            | Troy Baker               | Just Meijer           |
| The Avengers            | Nick Fury                                                       | Samuel L. Jackson        | Marcel Jonker         |
| The Avengers            | Thor                                                            | Travis Willingham        | Roberto de Groot      |
| Big Hero 6              | Baymax                                                          | Scott Adsit              | Thijs van Aken        |
| Big Hero 6              | Hiro Hamada                                                     | Ryan Potter              | Trevor Reekers        |
| Brave                   | Merida                                                          | Ruth Connell             | Caro Lenssen          |
| Donald Duck             | Donald Duck                                                     | Tony Anselmo             | Anita Heilker         |
| Guardians of the Galaxy | Drax the Destroyer                                              | David Sobolov            | Juliann Ubbergen      |
| Guardians of the Galaxy | Gamora                                                          | Nika Futterman           | Jannemien Cnossen     |
| Guardians of the Galaxy | Groot                                                           | Kevin Michael Richardson | Huub Dikstaal         |
| Guardians of the Galaxy | Rocket Raccoon                                                  | Nolan North              | Trevor Reekers        |
| Guardians of the Galaxy | Ronan the Accuser                                               | James C. Mathis III      | Bert Simhoffer        |
| Guardians of the Galaxy | Peter Quill / Star-Lord                                         | Chris Cox                | Ewout Eggink          |
| Guardians of the Galaxy | Yondu Udonta                                                    | Chris Edgerly            | Daan van Rijssel      |
| Lilo & Stitch           | Stitch                                                          | Chris Sanders            | Bob van der Houven    |
| Maleficent              | Maleficent                                                      | Raija Baroudi            | Beatrijs Sluijter     |
| Peter Pan               | Tinkerbell                                                      | Mae Whitman              | Fleur van de Water    |
| Spider-Man              | Norman Osborn / Green Goblin                                    | Nolan North              | Just Meijer           |
| Spider-Man              | Danny Rand / Iron Fist                                          | Greg Cipes               | Kevin Hassing         |
| Spider-Man              | Sam Alexander / Nova                                            | Logan Miller             | Sander van Amsterdam  |
| Spider-Man              | Peter Parker / Spider-Man Peter Parker / Spider-Man (zwart pak) | Drake Bell               | Guido Spek            |
| Spider-Man              | Harry Osborn / Venom                                            | Matt Lanter              | Daan van Rijssel      |

### Niet-speelbare personages
| Film / Franchise        | Personage                          | Originele stem          | Nederlandse stem      |
| ----------------------- | ---------------------------------- | ----------------------- | --------------------- |
| Algemeen                | Toy Box Verteller                  | Yuri Lowenthal          | Thijs van Aken        |
| The Avengers            | Carol Danvers / Captain Marvel     | Jennifer Hale           | Hilde de Mildt        |
| The Avengers            | J.A.R.V.I.S.                       | David Kaye              | Edward Reekers        |
| The Avengers            | M.O.D.O.K.                         | Charlie Adler           | Timo Bakker           |
| The Avengers            | Sif                                | Laura Bailey            | Lizemijn Libgott      |
| The Avengers            | Janet van Dyne / Wasp              | Colleen O'Shaughnessey  | Marlies Somers        |
| Brave                   | The Witch                          | Susanne Blakeslee       |                       |
| Guardians of the Galaxy | Cosmo the Space Dog                | Carlos Alazraqui        | Florus van Rooijen    |
| Guardians of the Galaxy | The Collector                      | Jeff Bennett            | Sander de Heer        |
| Lilo & Stitch           | Agent Pleakley                     | Kevin Hamilton McDonald | Huub Dikstaal         |
| Peter Pan               | Peter Pan                          | Blayne Weaver           | ?                     |
| Spider-Man              | Felicia Hardy / Black Cat          | Tara Strong             | Anneke Beukman        |
| Spider-Man              | Dr. Otto Octavius / Doctor Octopus | Tom Kenny               | Huub Dikstaal         |
| Spider-Man              | J. Jonah Jameson                   | Kyle Hebert             | Reinder van der Naalt |
| Spider-Man              | Quentin Beck / Mysterio            | David Kaye              | Sander de Heer        |
| Spider-Man              | Luke Cage / Power Man              | Ogie Banks              | Juliann Ubbergen      |
| Spider-Man              | Ava Ayala / White Tiger            | Courtnee Draper         | Sanne Bosman          |

## Disney Infinity 3.0
Het succes van Disney Infinity bleef stijgen waardoor er op 28 augustus 2015 het derde deel, Disney Infinity 3.0, uitgebracht. Naast de Disney- en Marvelpersonages stonden nu de Star Wars-personages centraal. Dit was het enige spel van Disney Infinity waarbij enkel verzamelfiguren op konden lichten zodra ze op de speciale plaat waren gezet.

### Verzamelfiguren
| Film / Franchise                | Personage                      | Originele stem          | Nederlandse stem                   |
| ------------------------------- | ------------------------------ | ----------------------- | ---------------------------------- |
| Alice Through the Looking Glass | Alice Kingsleigh               | Mia Wasikowska          | Lizemijn Libgott                   |
| Alice Through the Looking Glass | Mad Hatter (Gekke Hoedenmaker) | Jared Butler            | Pepijn Gunneweg                    |
| Alice Through the Looking Glass | Time (Tijd)                    | Michael Gough           | Finn Poncin                        |
| The Avengers                    | Scott Lang / Ant-Man           | Grant George            | Ewout Eggink                       |
| The Avengers                    | T'Challa / Black Panther       | James C. Mathis III     | Juliann Ubbergen                   |
| The Avengers                    | Tony Stark / Hulkbuster        | Adrian Pasdar           | Jim de Groot                       |
| The Avengers                    | Ultron                         | Jim Meskimen            | Finn Poncin                        |
| The Avengers                    | Vision                         | David Kaye              | Lucas Dietens                      |
| Finding Dory                    | Dory                           | Jennifer Hale           | Donna Vrijhof                      |
| Finding Dory                    | Nemo                           | Hayden Rolence          | Daan van Dalen                     |
| Frozen                          | Olaf                           | Josh Gad                | Tony Neef                          |
| The Good Dinosaur               | Spot                           | Jack Bright             | Jack Bright                        |
| Inside Out                      | Anger (Woede)                  | Lewis Black             | Marcel Jonker                      |
| Inside Out                      | Disgust (Afkeer)               | Ashley Adler            | Donna Vrijhof                      |
| Inside Out                      | Fear (Angst)                   | Jason Lewis             | Richard Groenendijk                |
| Inside Out                      | Joy (Plezier)                  | Kate Higgins            | Peggy Vrijens                      |
| Inside Out                      | Sadness (Verdriet)             | Phyllis Smith           | Marjolein Algera                   |
| The Jungle Book                 | Baloo                          | Joel McCrary            | Leo Richardson                     |
| Mickey Mouse                    | Mickey Mouse                   | Bret Iwan               | Mark Omvlee                        |
| Mickey Mouse                    | Minnie Mouse                   | Russi Taylor            | Melise de Winter                   |
| Mulan                           | Mulan                          | Ming-Na Wen             | Linda Wagenmakers                  |
| Star Wars: The Clone Wars       | Ahsoka Tano                    | Ashley Eckstein         | Rosanne Thesing                    |
| Star Wars: The Clone Wars       | Anakin Skywalker               | Matt Lanter             | Pim Veth                           |
| Star Wars: The Clone Wars       | Yoda                           | Tom Kane                | Ruud Drupsteen                     |
| Star Wars: The Clone Wars       | Obi-Wan Kenobi                 | James Arnold Taylor     | Edward Reekers                     |
| Star Wars: The Clone Wars       | Darth Maul                     | Sam Witwer              | Paul Disbergen                     |
| Star Wars: The Force Awakens    | Finn                           | John Boyega             | Murth Mossel                       |
| Star Wars: The Force Awakens    | Rey                            | Daisy Ridley            | Sanne Bosman                       |
| Star Wars: The Force Awakens    | Poe Dameron                    | Oscar Isaac             | Marc Nochem                        |
| Star Wars: The Force Awakens    | Kylo Ren                       | Adam Driver             | Finn Poncin                        |
| Star Wars Orignal Trilogy       | Boba Fett                      | Dee Bradley Baker       | Timo Bakker                        |
| Star Wars Orignal Trilogy       | Chewbacca                      | Peter Mayhew            | Peter Mayhew                       |
| Star Wars Orignal Trilogy       | Darth Vader                    | Matt Sloan              | Simon Zwiers                       |
| Star Wars Orignal Trilogy       | Han Solo                       | John Armstrong          | Jelle Amersfoort                   |
| Star Wars Orignal Trilogy       | Leia Organa                    | Julie Dolan Anna Graves | Meghna Kumar Stephanie van Rooijen |
| Star Wars Orignal Trilogy       | Luke Skywalker                 | Lloyd Floyd             | Jakob Krabbé                       |
| Star Wars Rebels                | Ezra Bridger                   | Taylor Gray             | Hein Gerrits                       |
| Star Wars Rebels                | Kanan Jarrus                   | Freddie Prinze jr.      | Dennis Willekens                   |
| Star Wars Rebels                | Sabine Wren                    | Tiya Sircar             | Canick Hermans                     |
| Star Wars Rebels                | Garazeb Orrelios               | Steven Blum             | Stan Limburg                       |
| Tron: Legacy                    | Sam Flynn                      | Ross Thomas             | ?                                  |
| Tron: Legacy                    | Quorra                         | Erin Cottrell           | ?                                  |
| Zootopia                        | Judy Hopps                     | Ginnifer Goodwin        | Leonoor Koster                     |
| Zootopia                        | Nick Wilde                     | Jason Bateman           | Boyan van der Heijden              |

### Niet-speelbare personages
| Film / Franchise             | Personage                           | Originele stem           | Nederlandse stem                                      |
| ---------------------------- | ----------------------------------- | ------------------------ | ----------------------------------------------------- |
| Algemeen                     | Toy Box Verteller                   | Yuri Lowenthal           | Thijs van Aken                                        |
| Algemeen                     | C-3PO                               | Anthony Daniels          | Rolf Koster                                           |
| The Avengers                 | Maria Hill                          | Kari Wuhrer              | Hilde de Mildt                                        |
| The Avengers                 | Thanos                              | Isaac C. Singleton Jr.   | Murth Mossel                                          |
| The Sword in the Stone       | Merlijn de Tovenaar                 | Jeff Bennett             | Rob van de Meeberg                                    |
| Finding Dory                 | Bailey                              | J.P. Karliak             | Frans Limburg                                         |
| Finding Dory                 | Destiny (Lotje)                     | Kaitlin Olson            | Peggy Vrijens                                         |
| Finding Dory                 | Hank                                | Ed O'Neill               | Leo Richardson                                        |
| Finding Dory                 | Marlin                              | Jess Harnell             | Huub Dikstaal                                         |
| The Good Dinosaur            | Arlo                                | Raymond Ochoa            | Julius de Vriend                                      |
| The Good Dinosaur            | Nash                                | A.J. Buckley             | Sander van der Poel                                   |
| The Good Dinosaur            | Ramsey                              | Marcella Lentz-Pope      | Ilse Warringa                                         |
| Inside Out                   | Jangles the Clown (August de Clown) | Josh Cooley              | Leo Richardson                                        |
| Inside Out                   | Riley Anderson                      | Kaitlyn Dias             | ?                                                     |
| Star Wars: The Clone Wars    | Aayla Secura                        | Jennifer Hale            | Donna Vrijhof                                         |
| Star Wars: The Clone Wars    | Cad Bane                            | Corey Burton             | Paul Klooté                                           |
| Star Wars: The Clone Wars    | Clone Troopers                      | Dee Bradley Baker        | Jim de Groot                                          |
| Star Wars: The Clone Wars    | Generaal Grievous                   | Matthew Wood             | Frans Limburg                                         |
| Star Wars: The Clone Wars    | Battle Droids                       | Matthew Wood             | Florus van Rooijen                                    |
| Star Wars: The Clone Wars    | Jabba the Hutt                      | Kevin Michael Richardson | Kevin Michael Richardson                              |
| Star Wars: The Clone Wars    | Jar Jar Binks                       | Ahmed Best               | Marc Nochem                                           |
| Star Wars: The Clone Wars    | Mace Windu                          | T.C. Carson              | Marcel Jonker Has Drijver (de niet ingesproken delen) |
| Star Wars: The Clone Wars    | Padmé Amidala                       | Catherine Taber          | Jannemien Cnossen                                     |
| Star Wars: The Clone Wars    | Plo Koon                            | James Arnold Taylor      | Fred Meijer                                           |
| Star Wars: The Force Awakens | Unkar Platt                         | Dee Bradley Baker        | Just Meijer                                           |
| Star Wars Orignal Trilogy    | Ben Kenobi                          | Stephen Stanton          | Just Meijer                                           |
| Star Wars Orignal Trilogy    | Biggs Darklighter                   | Richard Tatum            | ?                                                     |
| Star Wars Orignal Trilogy    | Admiraal Ackbar                     | Tom Kane                 | Murth Mossel                                          |
| Star Wars Orignal Trilogy    | Emperor Palpatine                   | Sam Witwer               | Edward Reekers                                        |
| Star Wars Orignal Trilogy    | Lando Calrissian                    | Obba Babatundé           | Jerrel Houtsnee                                       |
| Star Wars Orignal Trilogy    | Stormtroopers                       | Robin Atkin Downes       | Reinder van der Naalt Kevin Hassing                   |
| Star Wars Orignal Trilogy    | TD-54                               | James Arnold Taylor      | Paul Disbergen                                        |
| Star Wars Orignal Trilogy    | Wedge Antilles                      | Matthew Mercer           | ?                                                     |